# Конституция Туниса
Конституция Туниса — основной закон Республики Тунис. Конституция определяет политическое устройство страны и отношения федерального правительства и губернаторов, граждан и остальных людей, находящихся на территории Туниса.

## История

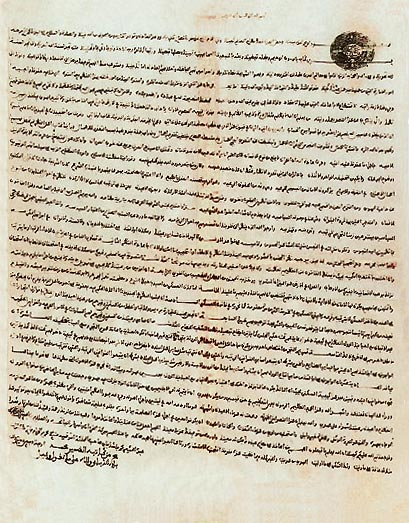
Первая страница «Основного пакта 1857 года»

Первая современная конституция называлась «Основной пакт 1857 года». Ему на смену пришла Конституция 1861 года, которая оставалась в силе до падения французской администрации в 1956 году, и была заменена на Конституцию 1959 года. Она была принята 1 июня 1959 года и корректировалась в 1999 и 2002 годах, после референдума.
После революции и продолжительных массовых протестов в 2013—2014 годах, была избрана Конституционная Ассамблея для разработки новой конституции. Она была принята 26 января 2014 года и действует по настоящее время.

## Конституция 2014 года
Работа над подготовкой нового проекта конституции начался 13 февраля 2012 года, с учреждения шести комитетов, отвечающих за одну из тем конституции. Первый комитет отвечал за преамбулу, общие принципы и поправки. Каждый комитет состоял из 22 членов, пропорционально представляющих политические партии. Наиболее важным и противоречивым вопросом была форма правления. Исламистская Партия Возрождения выступала за утверждение в стране парламентской республики, а светские партии выступали за смешанную систему.
24 декабря политические партии договорились о принятии конституции до 14 января 2014 года. Крайний срок был выбран с учётом того, что 14 января исполнится три года с момента отстранения от власти президента Зин аль-Абидина Бен Али.
6 января ассамблея утвердила 20-ю статью конституции, наделяющую женщин равными правами с мужчинами, гласящую, что «Все мужчины и женщины обладают одинаковыми правами и обязанностями и равны перед законом». За проголосовало 159 из 169 участвовавших в голосовании членов ассамблеи. Ранее были одобрены разделы конституции, закрепляющие «гражданский характер государства» и «верховенство права», а также статья о государственном статусе ислама в Тунисе (без использования в тексте в качестве официального источника права так называемой исламской шариатской морали).
26 января 2014 года Национальная ассамблея Туниса большинством голосов приняла новую конституцию страны. 200 из 217 депутатов проголосовали «за». Для принятия конституции необходимо было одобрение от не менее чем трех четвертей депутатов ассамблеи, в противном случае этот вопрос был бы вынесен на народный референдум. Окончательное согласие по вопросу содержания конституции было достигнуто 24 января. Новая конституция закрепила ислам как государственную религию, но также содержит пункты о равенстве мужчин и женщин, верховенстве права, светском характере государства, и гарантирует свободу вероисповедания. Financial Times отмечает, что Тунис стоит на пороге демократии — «важно, чтобы как минимум одна страна могла показать пример того, каких результатов можно добиться, когда светские и исламистские политики готовы отложить свои разногласия в сторону ради всеобщего блага». Конституция с закреплённым положением о равноправии полов сделала Тунис самой передовой среди других арабских стран. Конституция опубликована на государственном языке — литературном арабском, и на диалекте «держа».

## Конституция 2022 года
В сентябре 2021 года президент Каис Саид объявил о предстоящей реформе Конституции 2014 года . 25 июля 2022 года состоялся референдум по проекту новой конституции, предусматривающей переход Туниса к режиму президентской республики. При явке на уровне чуть выше 30 % избиратели поддержали проект подавляющим большинством (94,6 %). По мнению противников президента, новая конституция наделяет главу государства фактически неограниченными полномочиями и может легко разрушить демократию, возникшую в ходе тунисской революции 2011 года.